# 瑞士联邦铁路RAe TEE II型电力动车组
RAe TEE II型电力动车组，后被改造为RABe EC型电力动车组，是瑞士联邦铁路的一款电力动车组型号，自1960年代起投入各条全欧快车线路中运营。由于兼容四种电压制式，使其得以在欧洲范围内普遍使用。因此，它在行内亦被称作“四电压动车组（Vierstrom-Triebzug）”。

## 运用
RAe TEE II型电力动车组最初被用于担当以下全欧快车（TEE）服务：
- “哥达号” 苏黎世－米兰
- “齐萨尔平号” 米兰－巴黎
- “提契诺号” 米兰－苏黎世

其中每组列车需要轮番执行一个为期四日的套跑任务：
- 第一日：“哥达号” 苏黎世－米兰以及“齐萨尔平号” 米兰－巴黎
- 第二日：“齐萨尔平号” 巴黎－米兰
- 第三日：“提契诺号” 米兰－苏黎世－米兰以及“哥达号” 米兰－苏黎世
- 第四日：于苏黎世整备

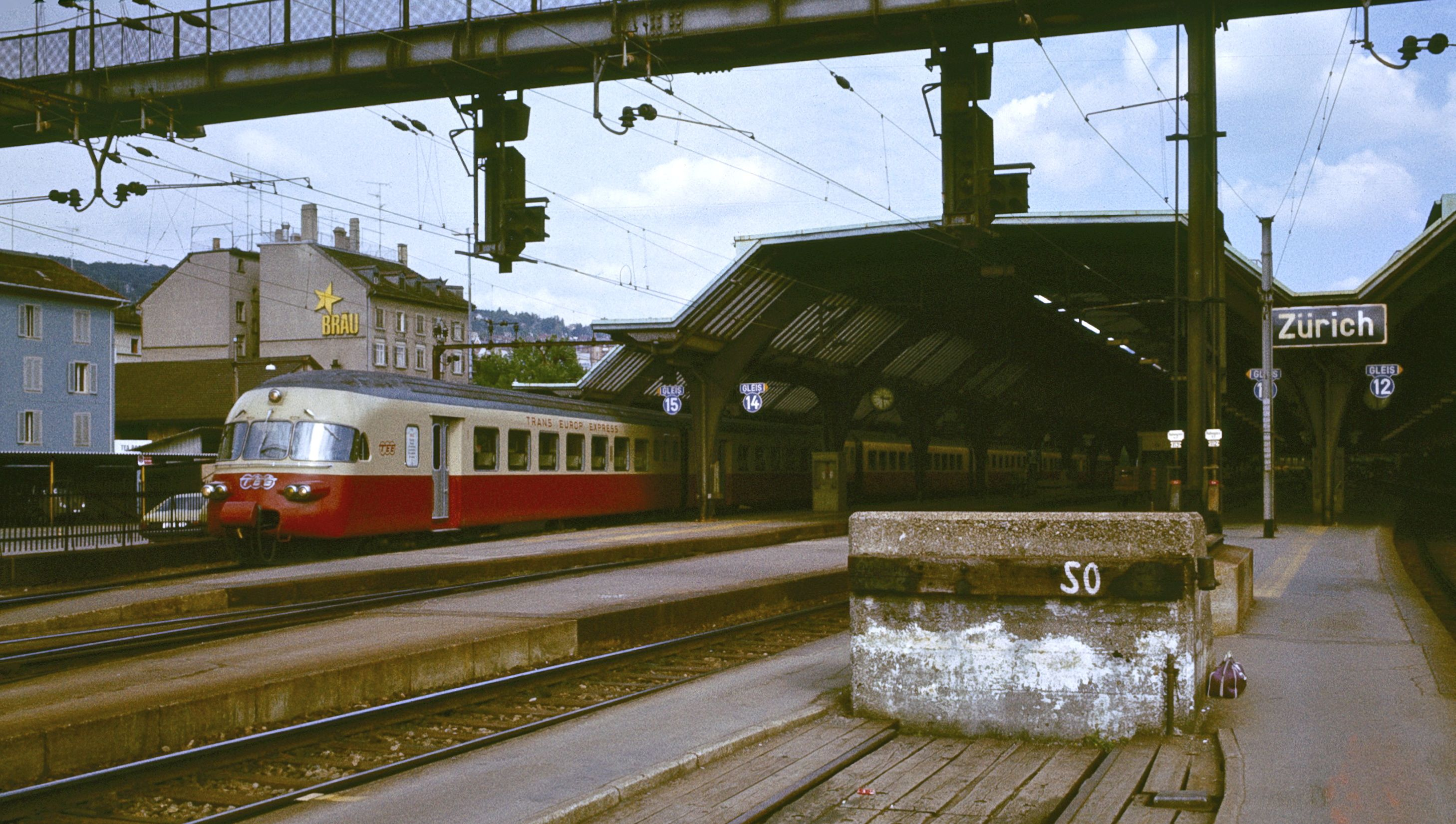
全欧快车鸢尾花号于苏黎世中央车站（1979年）

自1965年5月30日起，哥达号的运行线路已经延长至巴塞尔始发，但从米兰返程的终点站仍然设于苏黎世。这导致了列车在苏黎世完成第四日的整备后需要空车回送至巴塞尔。自1979年9月30日起，巴塞尔至苏黎世的南行部分又被调整为仅在平日（周一至周五）开行，直至1982年完全撤销。而在1974年至1979年的夏季，哥达号的南端始发/终到站也从米兰延长至热那亚。
在齐萨尔平号于1974年5月26日将车底更换为由机车牵引客车车厢的模式后，提契诺号也自同日起停运，这使得RAe TEE II型电力动车组得以空余用于执行以下全欧快车服务：
- “雪绒花号” 苏黎世－阿姆斯特丹
- “鸢尾花号” 苏黎世－布鲁塞尔

随后，全欧快车雪绒花号及鸢尾花号的服务相继于1979年5月26日及1981年5月30日停运。而哥达号作为由RAe TEE II型电力动车组担当的最后一班全欧快车国际线路，于1988年9月24日执行米兰－苏黎世的任务后亦结束运营。

## 技术配置

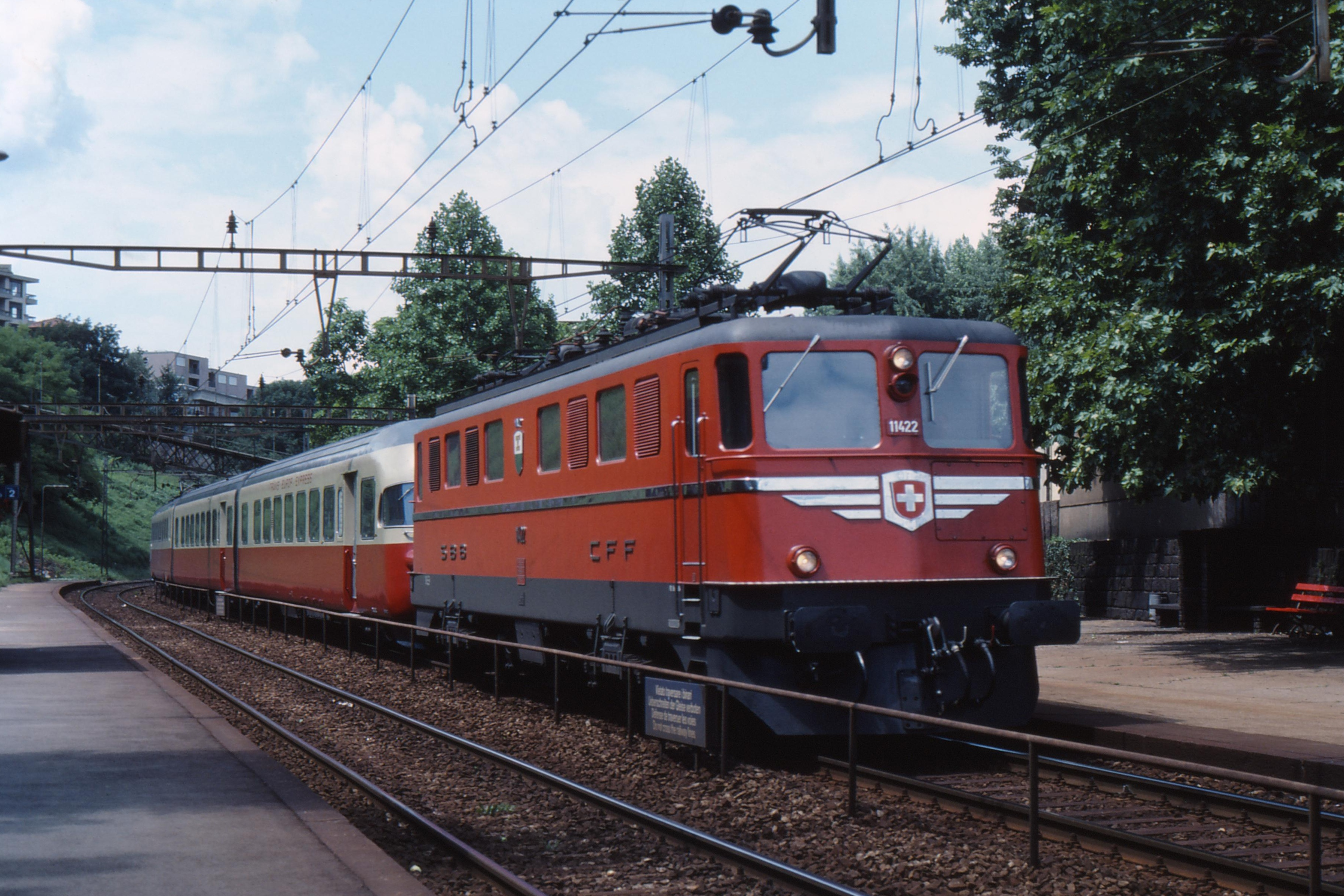
一列由Ae6/6型电力机车牵引的RAe TEE II型电力动车组

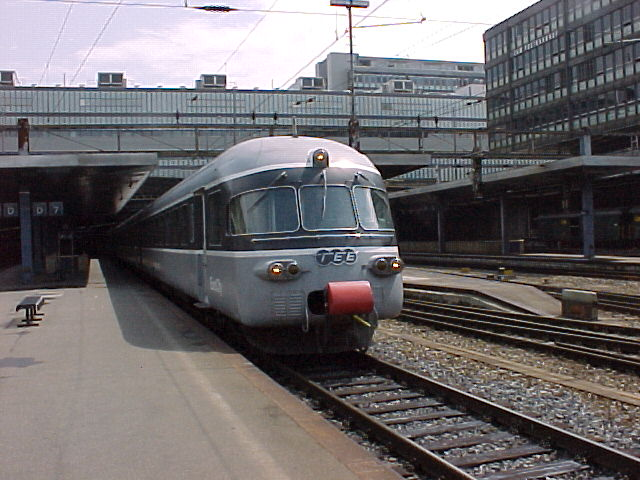
“灰鼠”于伯尔尼

由于RAe TEE II型电力动车组采用半自动化的电压及电频转换系统，列车可根据不同的电气化铁路来调整电压制式及受电弓高度，从而节省了列车原本需要在边境作换挂停留的时间，而全列仅提供一等座席的配置也提升了搭乘舒适度。列车还首次设立了男女分离的厕所，其中女厕拥有一个额外的化妆区域。带双层玻璃的车窗都配备了电动卷帘，行李则可存放于入口处采用宽敞设计的行李架上，因此车厢内部的舒适度亦得到较大提升。除了唯一提供机械室的一节中部车厢由于较高的配重——这主要是由于根据当时的轴重规则而需要设有两个三轴转向架和一条侧廊外，其余所有车厢均被设计为开放座车样式，并采用2+1的座位布局。驾驶室则可以通过一扇大玻璃窗看到内部。
当遭遇暴风雪吹袭时，RAe TEE II型电力动车组在通过哥达铁路时需要由重量达到120吨的Ae6/6型电力机车在前方牵引。否则，控制车将会面临出轨的风险。
在经过30年的使用后，列车于1988年至1989年进行重建，增设二等座席，并重定型为RABe EC型。其传统的象牙色+红色涂装就此消失，取而代之的是浅灰色+深灰色的配色，这也使它们获得了“灰鼠（Graue Maus）”的绰号。经过翻新的车辆主要担当苏黎世－米兰以、苏黎世－斯图加特及洛桑－米兰的欧城列车（EC）线路。但由于频繁发生的故障（变压器故障、轴断裂），使得其在运用的最后阶段仅能担当TGV列车在伯尔尼至弗拉斯恩之间的接驳服务。1052号及1054号车组在损坏后于1995年在凯泽劳斯特退役；其余的车组，包括1051号、1053号及1055号也最终在1999年底从接驳服务中撤出并退役。
1053号车组在完成进一步改造并恢复标准的全欧快车配色后，于2003年至2009年间交由SBB历史遗产基金会运营。2012年它再度进行大修，以便可以被继续使用。列车更换了电子车轮滑动保护装置，并恢复了此前的多电压制式驱动功能，因此，它与1961年面世的初始型号一样，可以在欧洲所有的电气化铁路中运行。

## 事故
1962年10月5日，一趟正前往米兰的全欧快车齐萨尔平号在蒙巴尔车站附近遭遇了重大事故。几乎全新的RAe TEE II型1053号车组以140公里/小时的速度与对面轨道侵入限界的一辆罐车发生冲突，导致后者脱轨、翻车，然后撞向一间石质的值班室。事故共造成10人死亡、11人受伤。在事故中损毁的一节控制车厢被迫报废，并以新的车辆替换。
1964年6月26日，正担当全欧快车齐萨尔平号的RAe TEE II型1052号车组在行经沃和尚泰格吕埃和拉贝尔热芒圣玛丽之间的一个平交道口时，与一辆满载沥青的货车发生冲突，共造成3人死亡，20人受伤。